# Avdat
Avdat (hebrejsko עבדת, arabsko عبدة, Abdah), znano tudi pod imenom Abdah, Ovdat in Obodat, je mesto uničenega nabatejskega mesta v Negevski puščavi v južnem Izraelu. To je bilo najpomembnejše mesto na poti kadila za Petro, med 1. stoletjem pr. n. št. in 7. stoletjem n. št.. Ustanovljeno je bilo v tretjem stoletju pred 1. st. pr. n. št. in naseljeno z Nabatejci, kasneje Rimljani in Bizantinci. Avdat je bil sezonski tabor za nabatejske karavane, ki so potovale po poti Petra-Gaza (Darb es-Sultan) v 3. in poznem 2. stoletju pr. n. št.. Prvotno ime mesta je bilo spremenjeno v Avdat v čast nabatejskega kralja Oboda I., ki je bil po tradiciji spoštovan kot božanstvo in je bil tam pokopan.

## Zgodovina
Pred koncem 1. st. pr. n. št. je nastala tempeljska ploščad (akropola) ob zahodnem robu planote. Nedavna izkopavanja so pokazala, da so mesto v tem obdobju naseljevali Nabatejci, vse do uničenja zaradi potresa v začetku 7. stoletja. Nekje do konca 1. st. pr. n. št. so Nabatejci začeli uporabljati novo pot med mestoma Moyat Awad v dolini Arabah in Avdatom, pot Makhtesh Ramon. Nabatejska ali nabatejska rimska mesta, ki so jih našli in izkopali so: Moyat Awad (napačno opredeljeni kot Moa iz zemljevida Madeba iz 6. stoletja) Qatzra, Har Masa, Mezad Nekarot, Sha'ar Ramon (Khan Saharonim), Mezad Ma'ale Mahmal in Grafon.
Avdat je uspeval kot glavna postaja ob cesti Petra-Gaza tudi po rimski aneksiji Nabataje leta 106 n. št.. Avdat, tako kot druga mesta na osrednjem Negevskem visokogorju, se je prilagodil prenehanju mednarodne trgovine skozi regijo v začetku do 3. stoletja s tem, da se je oprijel kmetijstva, še posebej pridelave vina, ki je postalo sredstvo preživljanja. Številne kmetije na terasah in vodne poti so bile zgrajene po vsej regiji, da bi zbrali dovolj vode od zimskega dežja, da bi omogočili kmetijstvo v zelo sušni coni južnega Izraela. Na tem mestu je bilo najdenih vsaj pet vinskih stiskalnic iz bizantinskega obdobja.
V poznem 3. ali 4. stoletju (verjetno v času vladavine Dioklecijana) je rimska vojska zgradila vojaški tabor, ki je meril 100 x 100 m na severni strani planote. Povsod po mestu so bili v ruševinah stolpi z vpisanim datumom (293/294 n. št.) in dejstvo, da je eden od graditeljev pozdravljal Petro. V tem času je bila na ravnici pod mestom zgrajena kopalna hiša. Vodo je dobila iz izvira preko 70 metrov dolge cevi skozi zemljo. Rimske vojske so očitno uporabljale mesta ob poti Petra-Gaza v 4. in 5. stoletju, ko je ta še naprej delovala kot arterija med Petro in naselji nabatejskega Negeva. Lončenino in kovance iz konca 3. do začetka 5. stoletja so našli v Mezad Ma'ale Mahmal, Shar Ramon in Har Masa ter rimske miljnike, ki so bili del poti med Avdatom in Sharj Ramonom. Utrdba s štirimi vogalnimi stolpi je bila zgrajena na ruševinah zgodnjih nabatejskih zgradb severno od Avdata pri Horvat Ma'agori. Miljniki so bili najdeni ob poti Petra-Gaza severno od Avdata med Avdatom in Horvat Ma'agoro in naprej po poti proti Haluzi (Elusa).
Zgodnje mesto je močno poškodoval velik (verjetno lokalni) potres, nekoč v zgodnjem 5. stoletju. V ruševinah tega uničenja je bil najden nabatejski napis, s črnim črnilom na ometu, ki blagoslavlja nabatejskega boga Dušara. Napis je podpisal v mavec neki Ben-Gadya. To je zadnji nabatejski napis, ki so ga kdaj našli v Izraelu.
Okrog kasnejšega mesta je bilo zgrajeno Obzidje, vključno z velikim prostorom z umetnimi jamami, od katerih so bile v bizantinskem obdobju nekatere delno naseljene. Pod bizantinsko vladavino v 5. in 6. stoletju so na akropoli Avdata zgradili citadelo in samostan z dvema cerkvama. Cerkev svetega Teodorja je najbolj zanimiva bizantinska relikvija v Avdatu. Marmorni nagrobniki, vstavljeni v tla, imajo grške napise. Sveti Teodor je bil grški mučenik iz 4. stoletja. Ob cerkvi stoji samostan, v bližini pa je preklada z izrezljanimi levi in označuje vhod v grad.

## Obodov tempelj
Pozidan prostor, znan pod imenom Obodov tempelj, stoji na akropoli mesta. Tempelj je bil zgrajen kot daritev božjemu nabatejskemu kralju Obodu I. Tempelj stoji na vzhodu dveh drugih stavb: krščanske kapele in drugega templja, znanega kot »zahodni tempelj«. Tempelj posvečen kultu Oboda je bil zgrajen iz apnenca v letu 9 pr. n. št. v času vladavine Oboda II. Tempelj je tridelna struktura, sestavljena iz verande, hodnika in adituma, skupaj velikosti 14 z 11 metrov. Stavba je bila razdeljena v štiri sobe. Prva in druga soba sta bili neenaki podrazdelki adituma (debir), prva soba je vzhodna soba, ki je manjša od obeh in meri 3 do 4 metre. Druga soba je bila zahodna soba in večja od obeh prostorov in meri 5 do 4 metre. Tretja soba je bila dvorana (hekhal), podolgovate oblike, dolžine 8 metrov, ki je zdaj popolnoma pokrita s Talusom. Četrta soba je veranda (ulam), razdeljena na dva predelka, eden proti zahodu, ki meri približno 4 do 4 metre, drug proti vzhodu, ki meri približno 4 z 4,5 m razdeljen s 60 cm steno . Svečenik, ki je vstopil skozi verando, ki je usmerjena proti jugu, je šel skozi dvorano v sobe adituma na severnem koncu. Potem se je obrnil z obrazom proti jugu, da bi častil podobe božanstev, postavljenih v niše v steni. Zahodna soba je imela dve niši, ki sta lahko vsebovali podobi dveh nabatejskih bogov Allata in Dušure. Druga soba je imela večjo enojno nišo, kjer se je zdelo, da je bi bila podoba kralja Oboda. Tempelj je bil zgrajen kot njegovo večno počivališče in središče bogoslužja njegovega kulta. 

## Danes
Avdat je bil junija 2005 vpisan na seznam svetovne dediščine Unesca, vendar je 4. oktobra 2009 utrpel veliko škodo, ko so razbili na stotine artefakatov in barvali po stenah in starodavnih vinskih prešah. Dva moška sta bila kasneje obtožena, da sta povzročila škodo v višini 2,3 milijona US$. Moški so se skušali maščevati, ker so oblasti porušile domov bližnjih sorodnikov .
Avdat je bil tudi mesto snemanja filma Jesus Christ Superstar.